# Hallivillers
Hallivillers is een gemeente in het Franse departement Somme (regio Hauts-de-France) en telt 126 inwoners (2004). De plaats maakt deel uit van het arrondissement Montdidier.

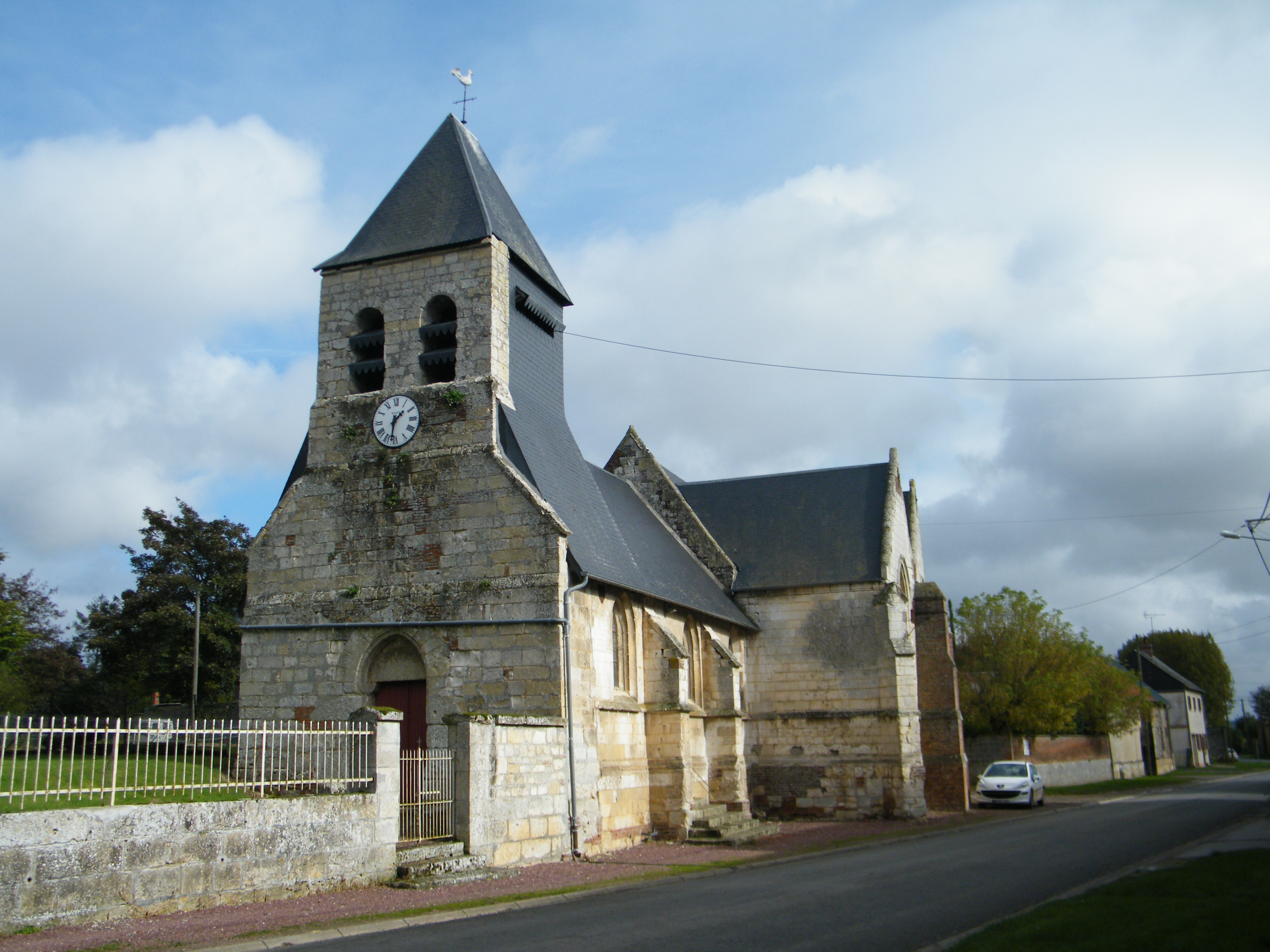
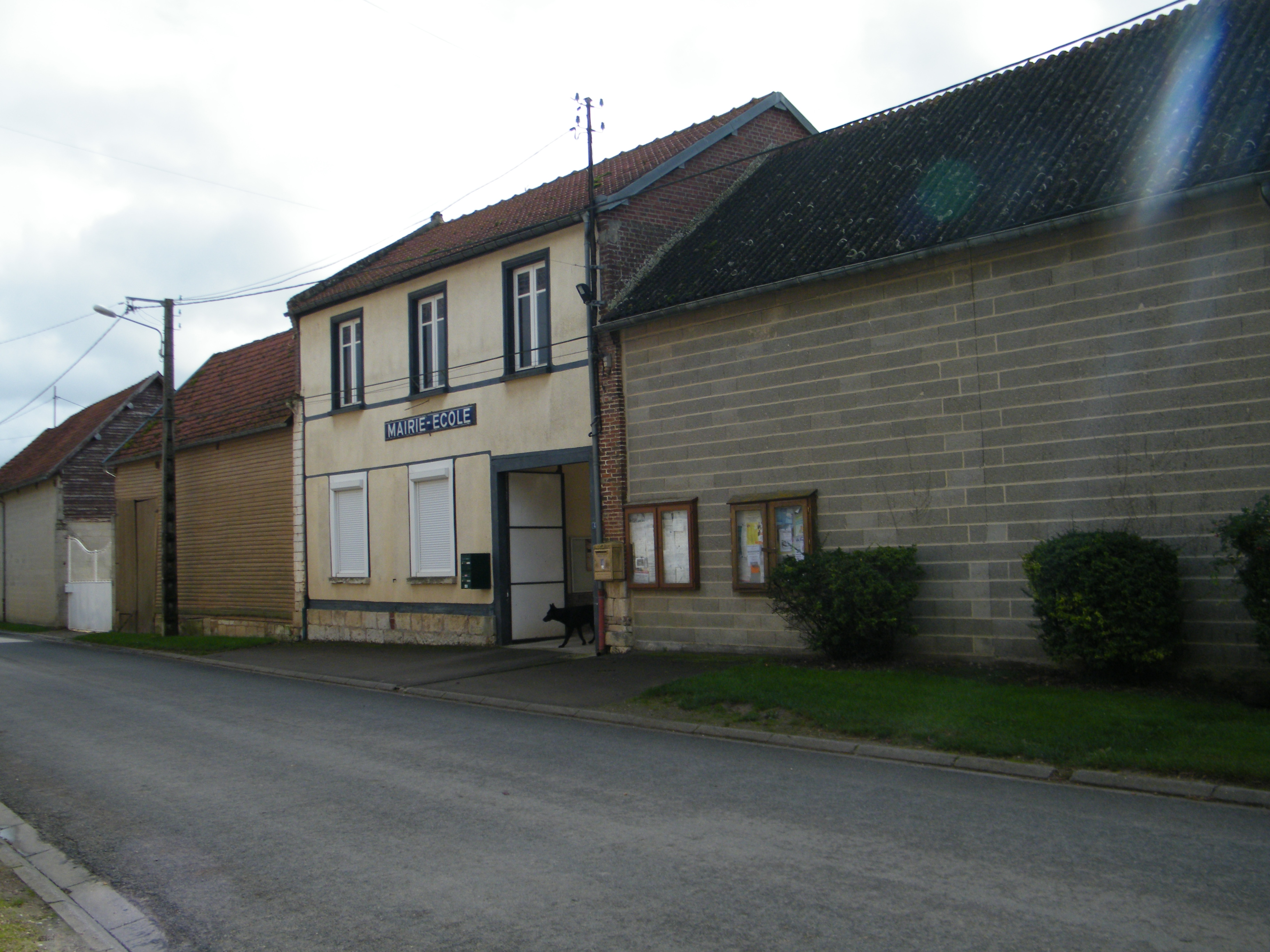

## Geografie
De oppervlakte van Hallivillers bedraagt 6,9 km², de bevolkingsdichtheid is 18,3 inwoners per km².
De onderstaande kaart toont de ligging van Hallivillers met de belangrijkste infrastructuur en aangrenzende gemeenten.

## Demografie
Onderstaande figuur toont het verloop van het inwonertal (bron: INSEE-tellingen).